# Vampire Weekend (álbum)
Vampire Weekend é o álbum de estreia da banda norte-americana Vampire Weekend. O CD foi antecedido pelo single Mansard Roof e teve imenso sucesso entre o público e a crítica, tornando-se mesmo no caso de maior sucesso indie do ano 2008. Vampire Weekend vendeu mais de 290 mil cópias nos Estados Unidos e chegou a "Ouro" no Reino Unido.

## Faixas
1. "Mansard Roof" (2:07)
2. "Oxford Comma" (3:15)
3. "A-Punk" (2:17)
4. "Cape Cod Kwassa Kwassa" (3:33)
5. "M79" (4:14)
6. "Campus" (2:55)
7. "Bryn" (2:12)
8. "One (Blake's Got A New Face)" (3:11)
9. "I Stand Corrected" (2:38)
10. "Walcott" (3:39)
11. "The Kids Don't Stand A Chance" (4:03)

A edição japonesa inclui as músicas bónus
1. "Ladies Of Cambridge" (2:44)
2. "Arrows" (3:04)